# Manilius
Marcus Manilius was een Romeins dichter en astroloog die zijn hoogtepunt bereikte tijdens het regime van keizer Tiberius. Over zijn persoon zijn verder geen details bekend.
Hij schreef een didactisch gedicht over astrologie in vijf boeken, getiteld Astronomica. Dit leerdicht behoorde tot de succesvolste die tussen 60 v.Chr. en 60 n.Chr. geschreven werden, naast Lucretius' De rerum natura, Vergilius' Georgica en de Aetna van een anoniem dichter.
Het onderwerp sluit aan bij de traditie van de Griekse dichter Aratus. In de eerste drie boeken bespreekt Manilius de schepping, de sferen van de sterrenhemel, de tekens van de dierenriem en het trekken van de horoscoop. In zijn vierde boek beschrijft hij de invloed van de dierenriemtekens op degenen die onder een bepaald sterrenbeeld geboren zijn. Hij gelooft daarbij in een goddelijke Rede die de kosmos leidt. Wat dat betreft zou men Manilius dus een Stoïcijnse tegenhanger van de epicurist Lucretius kunnen noemen.
Manilius behandelt zijn onderwerp met enthousiasme. Moeilijke vaktechnische stof weet hij goed in hexametrische verzen uit te drukken. Daarnaast bewijst hij, vooral in verschillende excursen, over dichterlijk talent te beschikken, dat hem verheft boven het gewone peil van de poëzie uit zijn tijd.

## Uitgaven
- MANILIUS, M.,  Astronomica. Edidit J. van Wageningen. Teubner, Leipzig, 1915.
- WAGENINGEN, J. van Commentarius in M.Manilii Astronomica. Amsterdam, Koninklijke Academie van Wetenschappen, 1921.

## Vertaling
- MARCUS MANILIUS.  Astronomica. In het Nederlandsch vertaald door J. van Wageningen. Leiden, E.J. Brill, 1914.
- Manilius, M. Astronomica. Geëditeerd door G.P. Goold. Cambridge: Loeb Classical Library, 1977.